# توبي (اليابان)
توبي هي بلدية في اليابان، وبلدة في اليابان، تقع في إهيمه، بلغ عدد سكانها 20,867 نسمة وذلك حسب إحصائيات سنة 2018، تبلغ مساحتها 101.59 كيلومتر مربع.